# Luísa Adelaide de Bourbon
Luísa Adelaide de Bourbon (Chantilly, 5 de outubro de 1757 – Paris, 10 de março de 1824) foi uma nobre e freira francesa, membro de um ramo cadete da casa reinante de Bourbon. Ela foi a última abadessa de Remiremont e fundou, no início da Restauração Bourbon, uma comunidade religiosa que se tornou famosa entre os católicos franceses sob o nome de Bénédictines de la rue Monsieur. O Hôtel de Mademoiselle de Condé foi erguido em sua homenagem.

## Início de vida

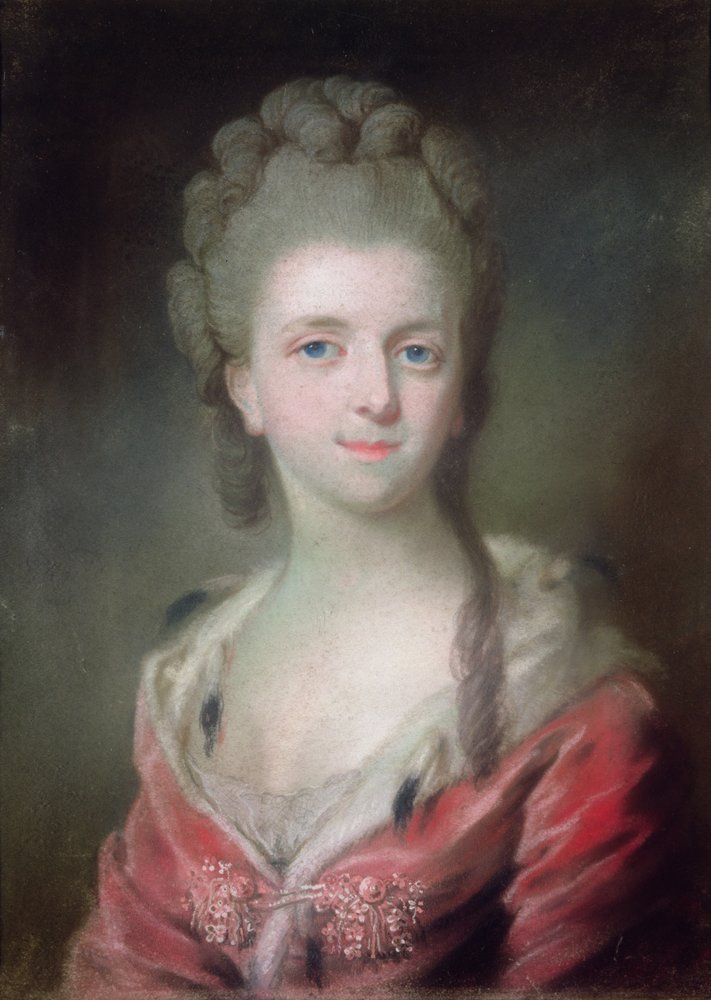
Luísa Adelaide

Nascida no Castelo de Chantilly em 5 de outubro de 1757, Luísa Adelaide foi a terceira e última filha de Luís José, Príncipe de Condé e de sua esposa, Carlota de Rohan, filha de Príncipe de Soubise. Como membro da casa reinante de Bourbon, ela nasceu uma princesse du sang (Princesa de sangue) e detinha o direito ao estilo de tratamento de "Sua Alteza Sereníssima". Ela foi educada na Abadia de Pentemont, uma das escolas mais prestigiosas de Paris para as filhas da aristocracia.
Na corte, ela era conhecida como Mademoiselle de Condé e em algumas fontes é estilizada como princesse de Condé. 
Sua mãe morreu no Hôtel de Condé após uma longa doença, conforme relatado pelo Duque de Luynes. Na época, Luísa Adelaide tinha apenas três anos de idade. Como resultado, Ela foi criada por sua tia-avó, Henriqueta Luísa de Bourbon (1703–1772), a abadessa beneditina de Beaumont.
Tentaram em vão que ela se casasse com o Conde de Artois, irmão mais novo do rei Luís XVI, mas o projeto fracassou. Então decidiu-se que ela sucederia a tia do rei, Maria Cristina da Saxónia, como abadessa de Remiremont.

## Abadessa de Beaumont

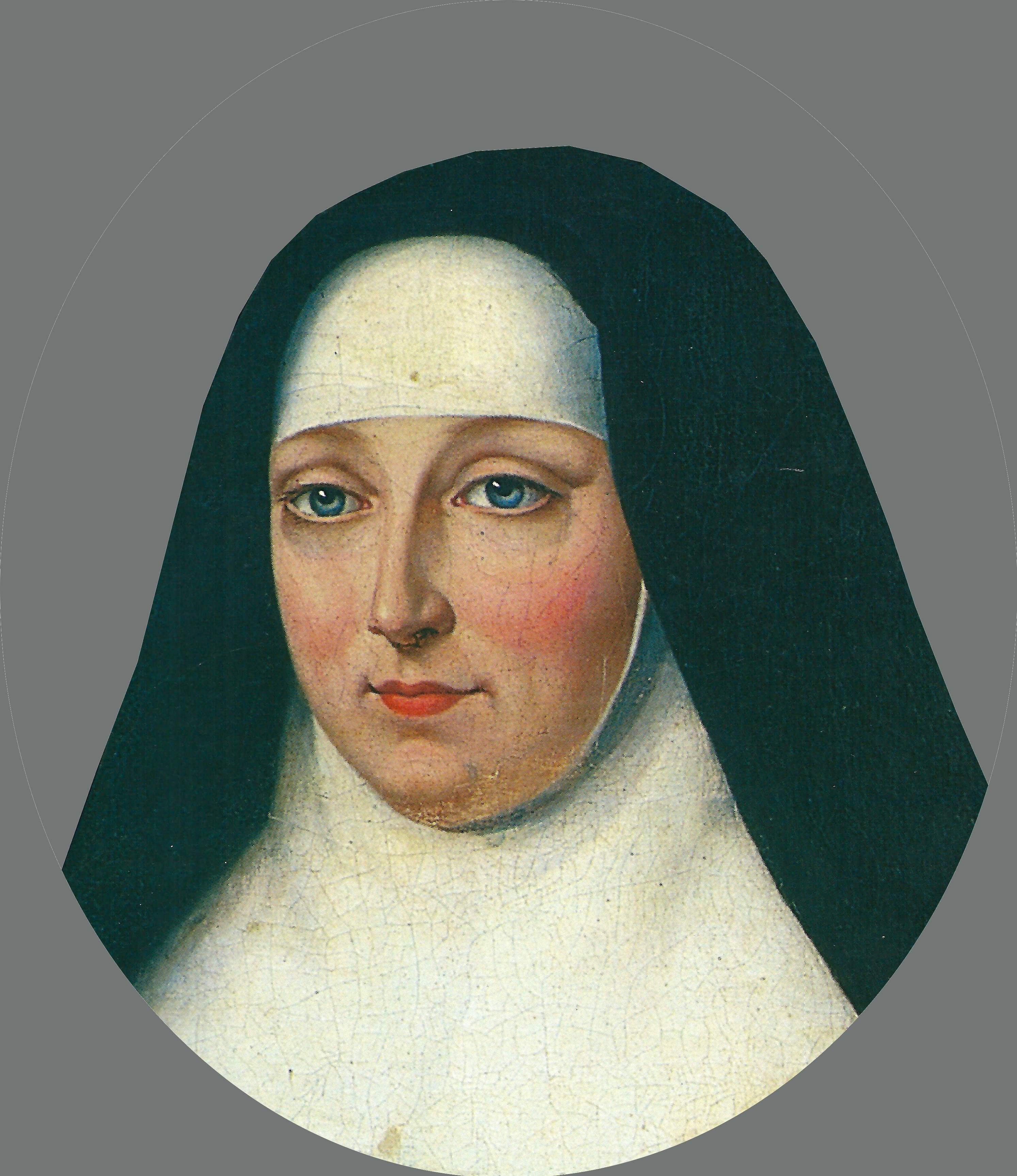
Luísa Adelaide em traje de freira

Devido à sua educação rigorosa, quase toda a juventude de Luísa Adelaide foi passada em um ambiente religioso. Sua educação foi concluída na abadia real de Bernardine Panthémont, localizada no 7.º arrondissement de Paris. Em 1786, ela foi nomeada abadessa de Remiremont. No entanto, ela não visitou Remiremont mais do que três vezes durante seu período no cargo.

## Últimos anos e morte
Em 1789, ela fugiu para a Bélgica para escapar dos primeiros estágios da Revolução Francesa. Em 1802, na Polônia, ela tomou o véu, retornando a Paris em 1816 para fundar uma instituição religiosa. Mais tarde, ela foi a Senhora de Saint Pierre e Metz e Cetera, senhorios que ela detinha por direito próprio. Seu pai morreu em 1818.
Luísa Adelaide morreu discretamente em Paris seis anos depois, em 1824. Seis meses após sua morte, seu antigo pretendente, o Conde de Artois, sucedeu ao trono francês como rei Carlos X.
Ela foi enterrada na Abadia Saint-Louis de Limon, Vauhallan.